# 初詣
初詣（日语：／ Hatsumōde */?），又稱新年參拜，是日本正月的一個習俗，指在元旦當天前往參拜神社或佛寺，詣本身在日文中就有參拜神社佛寺的意思，由於是一年內最初的參拜，因此又稱作初參（日语：／ Hatsumairi */?）。

## 歷史

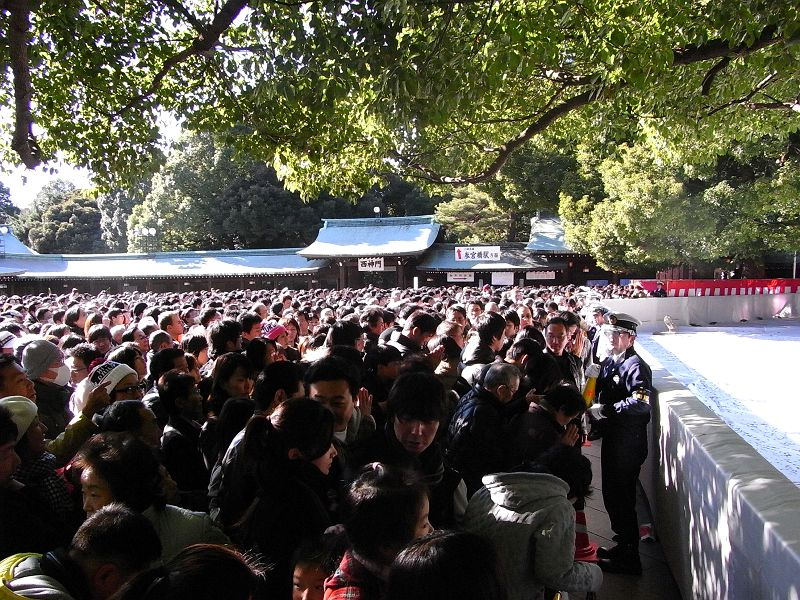
明治神宮的初詣

初詣的歷史最早可以追溯到稱為年籠的習俗，早在應德3年（1086年）成書的《後拾遺和歌集》春上卷第6首，由平兼盛詠唱的和歌的詞書中便出現了年籠一詞，年籠是指家主在大晦日當晚通宵聚集於氏神所在的氏社或佛寺來迎接新年直至早上，期間祈求豐收和闔家平安等等，亦有點起篝火的習慣。另外，按《權記》長保六年（1004年）二月二六日條以及《帥記》承曆五年（1081年）正月九日條，分別記載了在年初的時候參拜位處吉方的佛寺和神社，不過當時未必一定是親自前往參拜，也可以是派人獻燈（長明燈或燈籠等等）和奉幣，而且也有在正月之後立春之前進行的例子，根據《殿曆》長治元年（1104年）正月十日條「依吉方參法成寺五大堂」，當時稱作吉方參。其後在《師守記》貞治二年（1363年）閏正月紙背開始出現了惠方參拜（惠方詣）一詞，惠方源於陰陽道，意思是好運的方位，因此參拜位於惠方的寺社會更好，不過惠方參拜在江戶時代當時主要以京都、大坂和江戶為中心在節分的晚上舉行，日本現時的節分與惠方相關的則有惠方卷。
初詣一詞本身最早見於《東京日日新聞》在1885年1月2日的報道：「新橋與橫濱的蒸汽機車作為急行列車雖然平常並不會停在川崎站，可是由於從昨天開始三日內有大量前往川崎大師的初詣客，因此為了方便乘客而決定了臨時停泊（在川崎站）。」兩年後左右，臨時列車恆常化加上關東地方最早的電氣鐵道大師電氣鐵道在六鄉橋站至川崎大師站之間的路線也隨之開通，本來按照惠方和緣日來參拜的傳統也漸漸轉移成現在的初詣。大阪方面，住吉神社在1885年隨著阪堺鐵道（現南海電氣鐵道的前身）通車後，住吉神社也由原本的初卯日變成現在的初詣。鐵路公司之間的競爭也使到參詣客的數目有所上昇，例如圍繞著成田山新勝寺，在明治時期就有成田鐵道與總武鐵道之間的競爭，及至後來則是日本國有鐵道與京成電氣鐵道。
雖然現在仍然有些地區在大晦日和元旦分別各參拜一次（二年參），不過近年大多數初詣客都選擇在敲響除夜之鐘後便前往參拜，目的地也以著名的寺社為主，旅遊業界亦會舉辦巴士巡遊，例如初詣七福神或觀音巡遊初詣等等來吸引初詣客參加，亦有人選擇登山去拜初日出。

## 過程
初詣一般集中於正月頭三日之內或是松之內的期間，關東地方一般是1月7日為止，關西地方有些地區則是1月15日為止，根據DOCOMO在2018年的調查達7成受訪者會在正月頭三日前往初詣，參拜服裝也沒有一定的規限，盡量避免穿著有失禮儀的服裝便可，不過在參拜時應該除帽和太陽眼鏡之類的以表尊敬。據Docomo的調查，有7成以上的人祈求合家平安，6成以上的人則是身體健康，向神明祈願時雖然沒有明確的限制，一般就是一次只許一個願望，有些人也會選擇先向神明報告這一年過得如何，然後在祈願時向神明說自己的名稱和住址，初詣結束後直接回家，賽錢則一般以五日圓硬幣為主，這是因為五圓的日語發音與相同，象徵著緣份或因緣等等，與此同時十日圓硬幣的發音與遠離緣份（遠縁）相同，五百日圓硬幣則是日本硬幣中面值最高，由於硬幣的日文與效果同音，衍生出沒有更好的效果的意思。
參拜結束後，按照個人需要，可以去寫繪馬、求籤、購入神札、御守和破魔矢等等，祈求生意興隆的人則可以購買熊手，往年的厭勝物則交給寺社燒毀。按DOCOMO的調查，20歲以上50歲以下購入的厭勝物按順序是籤、御守和神札，20歲以下的第三位是生肖相關的東西，其餘相同，50歲以上是御守、籤和神札，60歲以上的第三位是破魔矢，其餘相同。另外，有些人也會去領受御朱印。基本上所有人都可以選擇去初詣，不過由於死亡在神道代表著穢，七七期間死者的親人仍然殘留著穢，而神明並不喜歡這種穢，因此應該避免參拜神社，佛寺的話則沒有這個問題。
根據DOCOMO的調查，有約8成受訪者有意去初詣，約4成5人去每年決定好的地方，有約4成人則選擇去氏社，接近6成人是與家族同行。2019年最多人去初詣的十大寺社如下：
| 排名 | 寺社         | 所在地   | 參拜人數  |
| ---- | ------------ | -------- | --------- |
| 1    | 成田山新勝寺 | 千葉縣   | 約314萬人 |
| 2    | 明治神宮     | 東京都   | 約312萬人 |
| 3    | 川崎大師     | 神奈川縣 | 約310萬人 |
| 4    | 淺草寺       | 東京都   | 約295萬人 |
| 5    | 伏見稻荷大社 | 京都府   | 約250萬人 |
| 5    | 鶴岡八幡宮   | 神奈川縣 | 約250萬人 |
| 7    | 住吉大社     | 大阪府   | 約232萬人 |
| 8    | 熱田神宮     | 愛知縣   | 約230萬人 |
| 9    | 冰川神社     | 埼玉縣   | 約220萬人 |
| 10   | 宮地嶽神社   | 福岡縣   | 約200萬人 |
| 10   | 太宰府天滿宮 | 福岡縣   | 約200萬人 |